# Viola anceps
Viola anceps är en violväxtart som beskrevs av C. Richt.. Viola anceps ingår i släktet violer, och familjen violväxter. Inga underarter finns listade i Catalogue of Life.